# Włochy na Letnich Igrzyskach Olimpijskich 1948
Włochy na Letnich Igrzyskach Olimpijskich 1948 reprezentowało 213 zawodników, 193 mężczyzn i 20 kobiet.

## Zdobyte medale
| Medal  | Zawodnik | Dyscyplina    | Konkurencja                                    |
| ------ | --- | ------------- | ---------------------------------------------- |
| Złoto  | Adolfo Consolini | Lekkoatletyka | Rzut dyskiem                                   |
| Złoto  | Ernesto Formenti | Boks          | Waga piórkowa                                  |
| Złoto  | Mario Ghella | Kolarstwo     | Kolarstwo torowe 1 km ze startu zatrzymanego   |
| Złoto  | Renato Perona Ferdinando Terruzzi | Kolarstwo     | Kolarstwo torowe tandemy                       |
| Złoto  | Luigi Cantone | Szermierka    | Szpada indywidualnie                           |
| Złoto  | Giuseppe Moioli Elio Morille Giovanni Invernizzi Francesco Faggi                                                                             | Wioślarstwo   | Czwórka bez sternika                           |
| Złoto  | Pasquale Buonocore Emilio Bulgarelli Cesare Rubini Geminio Ognio Gildo Arena Aldo Ghira Gianfranco Pandolfini Mario Maioni Tullio Pandolfini | Piłka wodna   | turniej mężczyzn                               |
| Złoto  | Pietro Lombardi | Zapasy        | Waga musza w stylu klasycznym                  |
| Srebro | Giuseppe Tosi | Lekkoatletyka | Rzut dyskiem                                   |
| Srebro | Edera Cordiale Gentile | Lekkoatletyka | Rzut dyskiem                                   |
| Srebro | Amelia Piccinini | Lekkoatletyka | Pchnięcie kulą                                 |
| Srebro | Spartaco Bandinelli | Boks          | Waga musza                                     |
| Srebro | Giovanni Zuddas | Boks          | Waga kogucia                                   |
| Srebro | Rino Pucci Arnaldo Benfenati Guido Bernardi Anselmo Citterio                                                                                 | Kolarstwo     | Kolarstwo torowe 4 km drużynowo na dochodzenie |
| Srebro | Renzo Nostini Manlio Di Rosa Edoardo Mangiarotti Giuliano Nostini Giorgio Pellini Saverio Ragno                                              | Szermierka    | Floret drużynowo                               |
| Srebro | Luigi Cantone Marco Antonio Mandruzzato Dario Mangiarotti Edoardo Mangiarotti Fiorenzo Marini Carlo Agostoni                                 | Szermierka    | Szpada drużynowo                               |
| Srebro | Gastone Dare Carlo Turcato Vincenzo Pinton Mauro Racca Aldo Montano Renzo Nostini                                                            | Szermierka    | Szabla drużynowo                               |
| Srebro | Vincenzo Pinton | Szermierka    | Szabla indywidualnie                           |
| Srebro | Giovanni Steffè Aldo Tarlao Alberto Radi | Wioślarstwo   | Dwójka ze sternikiem                           |
| Brąz   | Alessandro D'Ottavio | Boks          | Waga półśrednia                                |
| Brąz   | Ivano Fontana | Boks          | Waga średnia                                   |
| Brąz   | Michele Tito Enrico Perucconi Antonio Siddi Carlo Monti                                                                                      | Lekkoatletyka | sztafeta 4 x 100 m                             |
| Brąz   | Edoardo Mangiarotti | Szermierka    | Szpada indywidualnie                           |
| Brąz   | Romolo Catasta | Wioślarstwo   | Jedynka                                        |
| Brąz   | Felice Fanetti Bruno Boni | Wioślarstwo   | Dwójka bez sternika                            |
| Brąz   | Ercole Gallegati | Zapasy        | Waga średnia w stylu klasycznym                |
| Brąz   | Guido Fantoni | Zapasy        | Waga ciężka w stylu klasycznym                 |